# Dia
Dia er et gratis open source program til at lave diagrammer. Det er en del af GNOME-projektet. Dia blev oprindeligt lavet af Alexander Larsson. Dia har en brugergrænseflade, der minder om GIMP. Det findes til en lang række styresystemer blandt andet Microsoft Windows.
Dia kan bruges til at lave mange forskellige slags diagrammer blandt andet: ER-diagrammer-, UML-, flowchart- og elektronikdiagrammer. Det er også muligt at tilføje egne type af objekter.
Dia har sit eget filformat .dia, men det kan også arbejde med en lang række andre formater. Det kan blandt andet gemme i følgende formater:
- EPS — Encapsulated PostScript
- SVG — Scalable Vector Graphics
- DXF — Autocad's Drawing Interchange format
- CGM — Computer_Graphics_Metafile defineret af ISO
- WMF — Windows Meta File